# Forever Living Products
Pour les articles homonymes, voir FLP.
Forever Living Products International, Inc. est une entreprise américaine qui produit  des compléments alimentaires et des produits cosmétiques principalement à base d’Aloe vera et les commercialise par le biais du marketing multi-niveaux. 
À l’international, la société est présente dans plus de 160 pays[source insuffisante] via plus de 9 millions de distributeurs. Elle a été fondée en 1978 par Rex Maughan, devenu depuis l’un des 300 hommes les plus riches du monde.
Sa filiale française existe depuis 1993.

## Filiales

### Maroc
En 2016, Forever Living Products Maroc a réalisé un chiffre d’affaires de 117 Millions de dirhams marocain  et table sur une progression de 21 % en 2017.

## Produits
La société a intégré toute sa production :
- compléments alimentaires  principalement à base d’Aloe vera ou de produits apicoles (tels que le miel, la gelée royale, le pollen...), ainsi que d'extraits de plantes, de minéraux
- produits cosmétiques, également à base d'Aloe vera, de propolis et d'extraits de plante (avocat, thé blanc, lavande, jojoba…)

Ils sont testés dermatologiquement, et ne sont pas testés sur des animaux. 
Cependant, leurs produits sont distribués en Chine (comme ils le précisent sur le site "aloe vera business") où l'on sait que des tests sur les animaux sont souvent exigés.[réf. souhaitée]

## Modèle économique
La spécificité du modèle économique de Forever, défini en 1978 par Rex Maughan, est de confier la vente des produits à des vendeurs indépendants, qui distribuent les produits de personne à personne, lors de réunions de vente à domicile ou en face-à-face. Ce modèle est appelé par FLP la "vente directe par réseaux". 
En France, les distributeurs Forever ont le statut juridique spécifique de Vendeur à domicile indépendant, inscrit au Code du travail et au Code du commerce. Ils ne sont pas salariés de l’entreprise, et sont recrutés par parrainage. La rémunération des distributeurs provient uniquement des commissions perçues sur leurs ventes et sur l’animation de leur réseau.

## Justice

### Zataz.com
En 2008, Damien Bancal, webmestre de Zataz, constate une faille importante de sécurité sur un serveur FTP lié à Forever Living Products France, où des informations privées étaient librement accessibles. En suivant son protocole habituel, le journaliste informe la société du problème, qui le remercie pour son service,. 
Damien Bancal, publie alors sur Zataz une brève indiquant avoir constaté la faille. Deux mois plus tard, Damien Bancal est informé par huissier qu'il doit retirer la brève de son site, ce qu'il effectue. Il est ensuite entendu par le juge du tribunal de grande instance de Paris, pour piratage, et en correctionnelle pour diffamation.
Zataz est condamné en première audience puis de nouveau condamné en appel. Le 25 septembre 2009, la société annonce abandonner les poursuites et ne pas demander l'exécution des condamnations obtenues ; Damien Bancal est alors relaxé. Pour Numerama, l’objectif de Forever Living Products France était de démonter que le site était bien protégé.